# Franciszek Loeffler
Franciszek Loeffler (ur. 4 września 1875 w Kielcach lub Radomsku, zm. 24 lutego 1919 w Kielcach) – działacz socjalistyczny i niepodległościowy. Lider Polskiej Partii Socjalistycznej w Kielcach. Komisarz rządu Tymczasowego Rządu Ludowego Republiki Polskiej Ignacego Daszyńskiego, a następnie rządu Jędrzeja Moraczewskiego na Kielce i powiat kielecki. Poseł na Sejm Ustawodawczy w 1919, działacz oświatowy i publicysta.

## Życiorys
Urodził się w rodzinie drobnego kupca Jana Loefflera i Klementyny z domu Rejchelt. Ukończył w 1894 gimnazjum filologiczne w Kielcach, a następnie podjął pracę księgowego. Od 1895 był członkiem pierwszego koła Polskiej Partii Socjalistycznej w Kielcach. Stał się jednym z liderów PPS i członkiem Komitetu Okręgowego, za co w 1898 został uwięziony na siedem miesięcy w X pawilonie Cytadeli Warszawskiej, a następnie wydalony z granic Królestwa. Po powrocie uczestniczył w wydarzeniach rewolucji 1905 roku, m.in. organizował w 1906 pierwszy związek zawodowy – Stowarzyszenie Górników w Kielcach, oraz uczestniczył w strajku szkolnym.
Po rozbiciu struktur PPS, zaczął brać udział w działalności oświatowej. Był członkiem konspiracyjnego zarządu Czytelni Naukowej, powstałej w 1906. Współdziałał w organizowaniu Towarzystwa Biblioteki Publicznej w Kielcach. Był członkiem zarządu Towarzystwa, w 1909 pełnił funkcję sekretarza (1909), później wiceprezesa, prowadził też księgowość. Organizował również Stowarzyszenie Kursów dla Analfabetów Dorosłych. Organizator 152 ruchomych kompletów książek dla nauczycieli i robotników na Kielecczyźnie. Był korespondentem „Robotnika” i „Jedności Robotniczej” oraz współpracownikiem pisma „Echa Kieleckie” (1906–1907).
Po rozpoczęciu I wojny światowej współpracował z utworzoną przez Józefa Piłsudskiego Polską Organizacją Narodową. Po opuszczeniu Kielc przez legionistów pierwszej Kompanii Kadrowej, zagrożony aresztowaniem, opuścił miasto i przeniósł się do Jabłonkowa na Śląsku Cieszyńskim. Do Kielc powrócił w połowie 1915, odbudowując struktury PPS. Podjął również działalność na rzecz konsolidacji organizacji niepodległościowych. Współtworzył Zjednoczone Organizacje Niepodległościowe w Kielcach. Pełnił funkcję przewodniczącego Narodowej Rady Okręgowej Ziemi Kieleckiej. Od grudnia 1915 do lutego 1917 był członkiem Centralnego Komitetu Narodowego w Warszawie. W latach 1916–1917 pełnił mandat radnego Kielc.
Reprezentował ziemię kielecką w Centralnym Komitecie Narodowym w Warszawie, był również członkiem Okręgowej Komisji Porozumiewawczej Stronnictw Niepodległościowych. Uczestniczył w pracach POW.
Od grudnia 1915 do marca 1917 pełnił funkcję redaktora naczelnego pisma „Ziemia Kielecka”. Pismo było wspierane przez POW, Ligę Kobiet Pogotowia Wojennego oraz PPS i stanowiło półoficjalny organ legionowy.
15 października 1917 odsłaniał tablicę ku czci Tadeusza Kościuszki, w setną rocznicę jego śmierci. Ponieważ podczas uroczystości Franciszek Loeffler wraz z PPS wystąpili z czerwonym sztandarem, biskup Augustyn Łosiński przeniósł uroczystości kościelne na 21 października.
Od 1917 kierował okręgiem kieleckim Pogotowia Bojowego PPS. Objął również funkcję przewodniczącego Okręgowego Komitetu Robotniczego PPS w Kielcach.
W listopadzie 1918 uczestniczył w rozbrajaniu żołnierzy austriackich w Kielcach. Od listopada 1918 pełnił funkcję komisarza Tymczasowego Rządu Ludowego Republiki Polskiej Ignacego Daszyńskiego na Kielce i powiat kielecki. Nie mógł jednak początkowo objąć swoich zadań, z uwagi na sprzeciw oddziału Wojska Polskiego, podporządkowanego Radzie Regencyjnej.
W pierwszych dniach stycznia 1919 został oskarżony przez „Gazetę Warszawską”, a za nią 4 stycznia przez „Gazetę Kielecką”, że jako komisarz rządu skierował do Ministerstwa Spraw Wewnętrznych raport nr 17, dotyczący wysyłania agitatorów celem przeciwdziałania agitacji kleru i prawicy w trakcie wyborów. Minister spraw wewnętrznych zaprzeczył istnieniu takiego raportu, jednak zwrócił się do komisarza, że gdyby fakt wysyłania agitatorów miał miejsce, jest to czynność niedopuszczalna. Prawdopodobnie jednak dokument taki nie powstał.
W wyborach parlamentarnych w 1919, został wybrany jako jeden z czternastu posłów PPS do Sejmu Ustawodawczego z obszaru zaboru rosyjskiego w okręgu nr 24 (Sandomierz). Zmarł w lutym 1919, w trakcie epidemii tyfusu plamistego w Kielcach. Na jego miejsce do Sejmu Ustawodawczego wszedł z listy PPS Antoni Pączek.
Od 1898 jego żoną była Jadwiga Walentyna z domu Jokiel, z którą miał córkę Jadwigę oraz synów Jana i Juliusza. Został pochowany na cmentarzu Starym w Kielcach, kwatera 6-B.
Był odznaczony Krzyżem Walecznych, Orderem Odrodzenia Polski i w 1930 Krzyżem Niepodległości.
Jego imię nosi od 1948 jedna z ulic w Kielcach. Jak zwrócili uwagę czytelnicy lokalnej gazety „Echo dnia”, władze miasta błędnie oznaczyły ulicę imieniem: „F. Leofflera” zamiast „F. Loefflera”.